# Szabad Szó (folyóirat, 1944–1989)
A Szabad Szó Temesváron 1944. november 1. – 1989. december 21. között megjelent politikai napilap. Az 1940–44 közötti időszakban Dél-Erdélyben egyetlen engedélyezett magyar nyelvű napilap, a Déli Hírlap raktáron levő papírjával és lapengedélyével indult, a MADOSZ bánsági szervezetének irányítása alatt.

## Története
Felelős szerkesztője indulásától 1945. augusztus 18-ig Kazinczy János festő- és grafikusművész, utána Lázár József. Újságírója, szerkesztője volt a lapnak Bach Gyula, Bechnitz Sándor, Ernyes László, Kulcsár Sándor, Paál János, Sasi György, Schiff Béla, Szerényi István, Szobotka András, valamint néhány hónapig a bori munkaszolgálatos lágerből szabadult Mária Béla, Justus Pál és Szalai Sándor. Sok írását közölte hasábjain 1948. augusztus 27-én bekövetkezett hirtelen haláláig Markovits Rodion, a Bánsági Magyar Írók Szervezetének elnöke. 1948. október 7-től alcímét „a Romániai Magyar Népi Szövetség bánsági napilapjá”-ra változtatta, felelős szerkesztőként 1949 januártól 1951. február végéig Juhász Lajos, az MNSZ országos alelnöke neve szerepelt. 1951. február 28-tól a Román Munkáspárt Temesvár tartományi Bizottságának, a tartományi és városi néptanácsnak a lapja lett (ez az alcím a különböző országos közigazgatási változások függvényében szövegében többször is módosult), ettől kezdve már egyáltalán nem tüntették fel a főszerkesztők, illetve a felelős szerkesztők nevét. (A főszerkesztő ebben az időben a Palesztinából 1947-ben Romániába visszatelepedett Dimény István, majd Gáspár Tibor, Fori Mihály, illetve 1957-ben Dereneţchi Hermina volt.) 
Az 1950–1960-as években nagyobbrészt a pártapparátusból vagy a hadseregből különböző okok miatt leépített, illetve a termelésből kiemelt tollforgatók írták és szerkesztették a lapot. Belső munkatársa volt többek között Drégely Ferenc, Grosz Sándor, Pataki Géza, Quittner László, Gere Vilmos, Kátai Bálint, Gyurcsik Miklós, Mingesz József, Gergely Gergely, Kovách Éva, Szecskó Magda, Kovács Sándor, Izsák András, Friedmann Jenő, Gherasim Emil, Albert Ferenc, Józsa Ödön, Bakó Ferenc, Gödér Károly, Sipos János, Dudás József. Az 1950-es évek második felében Szathmáry Károly vezette a lap ipari rovatát. 1965-ben került a laphoz a frissen diplomázott Pongrácz P. Mária és Szekernyés János, valamint a lugosi Mondiala Téglagyár korábbi mérnök-igazgatója, Boros Ferenc.
A Szabad Szó irányítóinak nevét 1974. június 11-től tüntették fel újra: 1968–84 között Gherasim Emil költő, műfordító és közíró volt a főszerkesztő, akinek tevékenysége alatt a lap megújult, felfrissült és népes olvasótáborra tett szert. Helyet biztosított hasábjain a szépirodalomnak – versnek, karcolatnak, elbeszélésnek stb. – is; a Hétvége oldal a temesvári és a bánsági zenei, képzőművészeti, színházi és tudományos élet hű tükre volt. Dokumentumai a kornak a helybeli és a Románia más tájain élő és alkotó írókkal, képzőművészekkel és jeles személyiségekkel készített interjúk, miként a rendszeresen közölt könyvismertetők, tárlatkrónikák, színikritikák, helytörténeti írások is. A Szabad Szó képző- és fotóművészeti alkotások reprodukcióit is folyamatosan közölte. Belső munkatársa volt ebben az időben , Imecs Jenő, Dőry Jolán, Sipos Erzsébet, Vajda Sándor, Graur János,Pászka Imre szociológus(1980-1988),  Pataki Sándor, Pongrácz Mária. Külmunkatársként szépirodalmi írásokkal, műfordításokkal, esszékkel és cikkekkel jelentkezett hasábjain Mandics György, Anavi Ádám, Bartis Ferenc, Bálint László, Behavetz Ottó, Endre Károly, Franyó Zoltán, Illés Mihály, Izsák Székely István, Kubán Endre, M. Kiss András, Mészáros Sándor, Tóth Mária stb. Színházi és filmkritikákat Sándor István, zenei írásokat Erdélyi Izolda, Füredi László, Udvardy Zoltán, kiállításkrónikákat Kazinczy Gábor, Imecs Jenő, helytörténeti írásokat Csomós Imre, Salló Ervin, Bodó Barna, Szekernyés János, Szőcs Gyula közölt.
Gherasim Emilt követően, akit főszerkesztő-helyettessé minősítettek vissza, 1984-től a lap megszűnéséig Pongrácz P. Mária állt a szerkesztőség élén. A kommunista diktatúra legsötétebb időszakában megkísérelt maradéktalanul megfelelni az RKP elvárásainak, s amennyire a mostoha körülmények engedték, az olvasók igényeit is kielégíteni. Ebben az időszakban vált munkatárssá Kazinczy Gábor grafikusművész, Armanca Brânduşa tanárnő és Miklós László. A közölt szépirodalmi anyag jelentős hányadát a románból és németből fordított versek, karcolatok, folytatásos regények tették ki. Több-kevesebb rendszerességgel szerzőként jelentkezett a Szabad Szó hasábjain Anavi Ádám, Bárányi Ferenc, Bárányi László Ildikó, Endre Károly, Fülöp Lídia, Gulyás Ferenc, Izsák Bálint László, Kató Sándor, Kubán Endre, Nagy Eszter, Radován István, Reiter Róbert, Sisak Ernő, Szekernyés Kurkó Irén, Uzbasics Imre, Toszó Árpád stb. A főszerkesztő-helyettesi beosztást egymást követően Albert Ferenc, Mórocz Tibor, Bakó Lajos, Gherasim Emil, Józsa Ödön töltötte be. A szerkesztőbizottságnak Deme János, Gergely Gergely, Imecs Jenő, Józsa Ödön, Gödér Károly, Joó Imre, Kollár Sándor, Pataki Géza, Bakó Lajos, Graur János, Gherasim Emil, Vajda Sándor, Dudás József volt a tagja. Az utolsó lapszám 1989. december 21.-én hagyta el a nyomdát.